# Flugplatz Ragusa-Giubiliana

i7
i11
i13

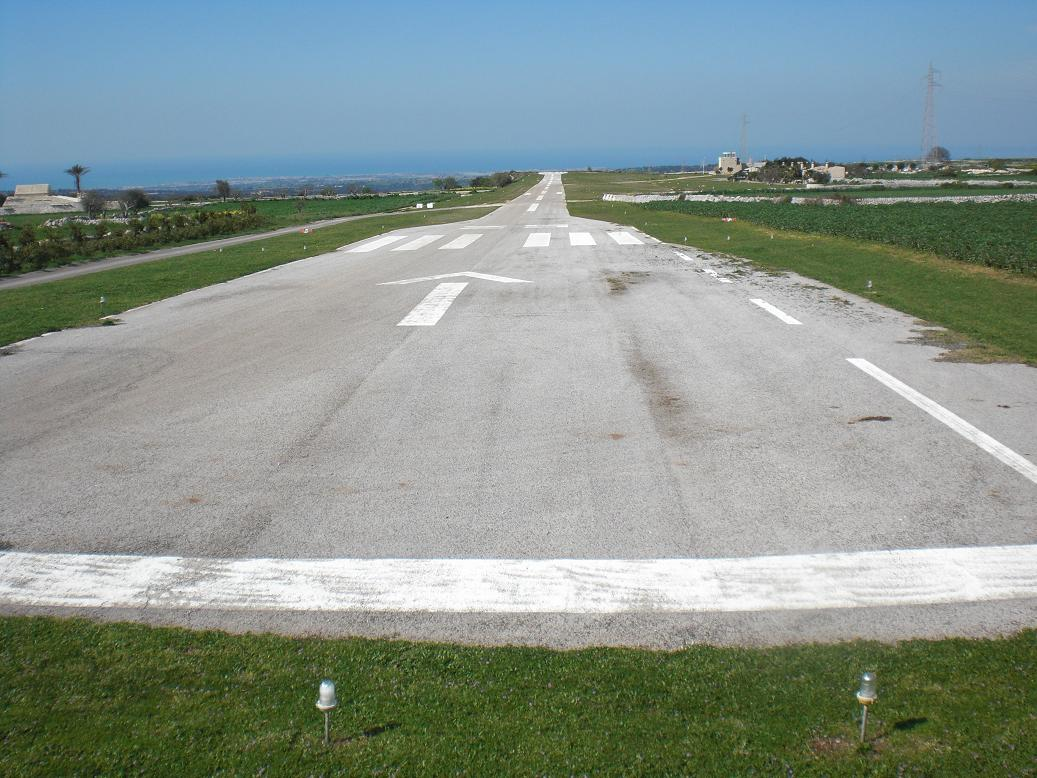

Der Flugplatz Ragusa-Giubiliana ist ein für Leichtflugzeuge zugelassener Flugplatz (Aviosuperficie, ENAC-Code: RGGIU) auf der italienischen Insel Sizilien. Der Flugplatz liegt neun Kilometer von Ragusa entfernt auf einer Höhe von 427 Metern über dem Meeresspiegel und hat eine Fläche von sechs Hektar. Die 700 Meter lange Start- und Landebahn 07/25 ist asphaltiert. Die Towerfrequenz ist 131,05 MHz.
Der Flugplatz wird ausschließlich zu touristischen Zwecken genutzt. Seine Lage im Zentrum des Mittelmeers macht ihn zum begehrten Ziel europäischer Privatpiloten. Betreibergesellschaft sind die Touristischen Betriebe Nifosì. Im nördlichen Teil des Geländes befindet sich eine kleine Nekropolis aus der Zeit zwischen dem 3. und 5. Jahrhundert vor Christus.

## Einrichtungen
- Shuttle-Bus nach Ragusa und ans Meer
- Hotel und Restaurant
- Hangar
- Flugzeug-Werkstätte
- Treibstoff: Avgas 100/LL und Mogas
- Autoverleih
- Parkplatz
- Pisten-Service

## Sonstiges
In der Umgebung des Flugplatzes Ragusa-Giubiliana, bei Comiso und Marina di Ragusa, befinden sich noch drei weitere Flugplätze für die Allgemeine Luftfahrt. Der 2013 wiedereröffnete Verkehrsflughafen Comiso ist ebenfalls für Leichtflugzeuge geöffnet.